# Gouvernement Diori I
Ire République
Bakary Diori II
Le gouvernement Hamani Diori est un gouvernement nigérien formé le 20 décembre 1958, deux jours après la proclamation de la République du Niger.

## Historique

### Évolution de la composition
Le gouvernement Diori est remanié une première fois le 3 janvier 1959. Deux ministres changent de poste :  Mouddour Zakara devient le secrétaire d'État à la présidence du conseil et Samna Maïzoumbou le secrétaire d'État à l'intérieur. Ils sont remplacés par Ibra Kabo et Yacouba Djibo.
Le 2 avril, Issoufou Saïdou Djermakoye est nommé ministre la justice.
Le 18 octobre, Mouddour Zakara est nommé secrétaire d'État à l'intérieur et Samna Maïzoumbou secrétaire d'État à la présidence du conseil. Certains titres sont précisés : Ibra Kabo devient ministre de la fonction publique et du personnel, Samna Maïzoumbou devient ministre de l'élevage et des industries animales, Harou Kouka devient ministre du travail et des affaires sociales, Diallo Boubakar devient ministre de la santé publique, Ikhia Zodi devient ministre de l'éducation, de la jeunesse et des sports, Léopold Kaziendé devient ministre des travaux publics, Adamou Mayaki devient ministre des affaires économiques et du plan.
Le 31 décembre 1960, plusieurs titres de portefeuille sont précisés. Boubacar Diallo entre au gouvernement et occupe le poste de ministre de la justice. Deux nouveaux postes sont créés. Issu de la chefferie touarègue de Filingué, Mouddour Zakara est nommé ministre résidant à Agadez, chargé des affaires sahariennes et nomades. Il occupera ce poste jusqu'au coup d'État de 1974, avec d'autres portefeuilles ministériels. Bien que resté vivre à Niamey, il arrive à maintenir un « lien direct et régulier entre les notables touaregs et arabes et le gouvernement de Niamey »,. Enfin Samna Maïzoumbou devient secrétaire d’État à la présidence de la République chargé des coutumes et des questions domaniales.
Le 11 août 1962, le portefeuille d'Issoufou Saïdou Djermakoye est précisé. Il devient ministre délégué à la présidence de la République, chargé de la Coopération internationale. Le poste sera supprimé un peu moins d'un an plus tard.
Il est procédé à un important remaniement ministériel le 25 juin 1963. Ce remaniement qualifié de technique ne voit aucun départ du gouvernement. Une seule personne rejoint le gouvernement : Courmo Barcougne devient ministre des finances et des affaires économiques. Pour la première fois, un ministre des affaires étrangères (Adamou Mayaki) est nommé, domaine jusqu'ici réservé au président de la République. Et un éphémère portefeuille de ministre des affaires africaines voit le jour. Confié à Ikhia Zodi, ce portefeuille est supprimé le 7 décembre, à la suite du coup d'État avorté contre le président Diori. Zodi est considéré comme le protecteur de l'officier Hassan A. Diallo, et lui et Diallo sont accusés d'avoir des contacts avec le parti interdit Sawaba dans le cadre de la tentative de coup d'État. Zodi est condamné à mort. Cette peine est ensuite commuée en une peine qu'il purge dans le sud du pays. Pour la même raison, le ministre de la fonction publique et du travail Diallo Boubacar est démis de ses fonctions le 30 septembre 1964 et arrêté,.
Pour Le Monde, à la veille des élections présidentielle et législatives organisées respectivement le 30 septembre et le 21 octobre 1965, un triumvirat dirige le Niger :  le chef du gouvernement Diori Hamani, le président de l'Assemblée nationale Boubou Hama et le ministre de l'intérieur Diamballa Yansambou Maïga.

## Composition initiale
| Portefeuille                                                    | Titulaire | Titulaire                  | Parti   |
| --------------------------------------------------------------- | --------- | -------------------------- | ------- |
| Président du Conseil                                            |           | Hamani Diori               | PPN-RDA |
| Vice-président du Conseil                                       |           | Issoufou Saïdou Djermakoye | PPN-RDA |
| Ministre de l'Intérieur                                         |           | Diamballa Yansambou Maïga  | PPN-RDA |
| Ministre des Finances                                           |           | Courmo Barcougné           | PPN-RDA |
| Ministre des Travaux publics, des Mines et de l'Hydraulique     |           | Léopold Kaziendé           | PPN-RDA |
| Ministre de l'Économie et du Plan                               |           | Adamou Mayaki              | PPN-RDA |
| Ministre de la Santé                                            |           | Diallo Boubakar            | PPN-RDA |
| Ministre du Travail                                             |           | Harou Kouka                | PPN-RDA |
| Ministre de l'Éducation nationale, de la Jeunesse et des Sports |           | Ikhia Zodi                 | PPN-RDA |
| Ministre de l'Élevage                                           |           | Samna Maïzoumbou           | PPN-RDA |
| Ministre de l'Agriculture et des Forêts                         |           | Maïda Mamoudou             | PPN-RDA |
| Ministre de la Fonction publique                                |           | Mouddour Zakara            | PPN-RDA |